# BNP Paribas Poland Open 2022
BNP Paribas Poland Open 2022 byl tenisový turnaj hraný jako součást ženského okruhu WTA Tour na otevřených antukových dvorcích tenisového klubu Legia Tenis & Golf, kam se přestěhoval z Gdyně. Konal se mezi 25. až 31. červencem 2022 v polském hlavním městě Varšava jako druhý ročník turnaje.
Turnaj s rozpočtem 251 750 dolarů patřil do kategorie WTA 250. Nejvýše nasazenou hráčkou v singlu se stala polská světová jednička Iga Świąteková, jejíž 18zápasovou antukovou neporazitelnost ve čtvrtfinále ukončila Garciaová.  Titulárním sponzorem se podruhé stal bankovní dům BNP Paribas a organizátorem společnost Tennis Consulting zastoupená prezidentem Tomaszem Świątekem.
V důsledku invaze Ruska na Ukrajinu na konci února 2022 řídící organizace tenisu ATP, WTA a ITF s grandslamy rozhodly, že ruští a běloruští tenisté mohli dále na okruzích startovat, ale do odvolání nikoli pod vlajkami Ruska a Běloruska.
Devátý singlový titul na okruhu WTA Tour a třetí antukový získala Francouzka Caroline Garciaová. Čtyřhru ovládl kazachstánsko-německý pár Anna Danilinová a Anna-Lena Friedsamová, jehož členky si odvezly první společnou trofej. Danilinová vítězství obhájila.

## Rozdělení bodů a finančních odměn

### Rozdělení bodů
| Soutěž  | Soutěž      | vítězky | finalistky | semifinalistky | čtvrtfinalistky | 16 v kole | 32 v kole | Q  | Q2 | Q1 |
| ------- | ----------- | ------- | ---------- | -------------- | --------------- | --------- | --------- | -- | -- | -- |
| dvouhra | [ 3 ] [ 9 ] | 280     | 180        | 110            | 60              | 30        | 1         | 18 | 12 | 1  |
| čtyřhra | [ 10 ]      | 280     | 180        | 110            | 60              | 1         | —         | —  | —  | —  |

### Finanční odměny
| Soutěž                                | Soutěž      | vítězky  | finalistky | semifinalistky | čtvrtfinalistky | 16 v kole | 32 v kole | Q2      | Q1      |
| ------------------------------------- | ----------- | -------- | ---------- | -------------- | --------------- | --------- | --------- | ------- | ------- |
| dvouhra                               | [ 3 ] [ 9 ] | 33 200 $ | 19 750 $   | 11 000 $       | 6 200 $         | 3 800 $   | 2 725 $   | 2 000 $ | 1 300 $ |
| čtyřhra                               | [ 10 ]      | 12 000 $ | 6 700 $    | 3 950 $        | 2 350 $         | 1 800 $   | —         | —       | —       |
| částky ve čtyřhře jsou uváděny na pár |             |          |            |                |                 |           |           |         |         |

## Ženská dvouhra

### Nasazení
| Stát                             | Hráčka                    | WTA | Nasazení |
| -------------------------------- | ------------------------- | --- | -------- |
| Polsko                           | Iga Świąteková            | 1.  | 1.       |
| Kazachstán                       | Julia Putincevová         | 39. | 2.       |
| Španělsko                        | Sara Sorribesová Tormová  | 41. | 3.       |
| Rumunsko                         | Irina-Camelia Beguová     | 44. | 4.       |
| Francie                          | Caroline Garciaová        | 48. | 5.       |
| Maďarsko                         | Anna Bondárová            | 50. | 6.       |
| Španělsko                        | Nuria Párrizasová Díazová | 54. | 7.       |
| Chorvatsko                       | Petra Martićová           | 55. | 8.       |
|                                  | Varvara Gračovová         | 59. | 9.       |
| Itálie                           | Jasmine Paoliniová        | 61. | 10.      |
| Belgie                           | Maryna Zanevská           | 72. | 11.      |
| Žebříček WTA k 18. červenci 2022 |                           |     |          |

### Jiné formy účasti
Následující hráčky obdržely divokou kartu do hlavní soutěže: 
- Maja Chwalińská
- Weronika Falkowská
- Martyna Kubková

Následující hráčka nastoupila pod žebříčkovou ochranou:
- Nadia Podoroská

Následující hráčky postoupily z kvalifikace:
- Alexandra Cadanțu-Ignatiková
- Sara Erraniová
- Arianne Hartonová
- Jesika Malečková
- Raluca Șerbanová
- Rebeka Masárová

Následující hráčky postoupily z kvalifikace jako šťastné poražené:
- Kateryna Baindlová
- Gabriela Leeová
- Laura Pigossiová

### Odhlášení
před zahájením turnaje
- Irina-Camelia Beguová → nahradila ji  Laura Pigossiová
- Kaja Juvanová → nahradila ji  Magdalena Fręchová
- Marta Kosťuková → nahradila ji  Danka Kovinićová
- Julia Putincevová → nahradila ji  Kateryna Baindlová
- Laura Siegemundová → nahradila ji  Ana Bogdanová
- Sara Sorribesová Tormová → nahradila ji  Gabriela Leeová
- Čang Šuaj → nahradila ji  Misaki Doiová
- Tamara Zidanšeková → nahradila ji  Clara Burelová

## Ženská čtyřhra

### Nasazení
| Stát                                                                         | Hráčka               | Stát      | Hráčka                  | WTA  | Nasazení |
| ---------------------------------------------------------------------------- | -------------------- | --------- | ----------------------- | ---- | -------- |
| Maďarsko                                                                     | Anna Bondárová       | Belgie    | Kimberley Zimmermannová | 119. | 1.       |
| Polsko                                                                       | Katarzyna Kawaová    | Polsko    | Alicja Rosolská         | 125. | 2.       |
| Gruzie                                                                       | Natela Dzalamidzeová | Švýcarsko | Viktorija Golubicová    | 159. | 3.       |
| Kazachstán                                                                   | Anna Danilinová      | Německo   | Anna-Lena Friedsamová   | 174. | 4.       |
| Žebříček WTA k 18. červenci 2022; číslo je součtem umístění obou členek páru |                      |           |                         |      |          |

### Jiné formy účasti
Následující páry obdržely divokou kartu do hlavní soutěže:
- Zuzanna Bednarzová /  Weronika Ewaldová
- Ania Hertelová /  Martyna Kubková

Následující pár nastoupil pod žebříčkovou ochranou:
- Paula Kania-Choduńová /  Renata Voráčová

### Odhlášení
před zahájením turnaje
- Sophie Changová /  Angela Kulikovová → nahradily je  Nuria Párrizasová Díazová /  Arantxa Rusová
- Anna Danilinová /  Aleksandra Krunićová → nahradily je  Anna Danilinová /  Anna-Lena Friedsamová
- Katarzyna Kawaová /  Vivian Heisenová → nahradily je  Andrea Gámizová /  Laura Pigossiová
- Katarzyna Piterová /  Alicja Rosolská → nahradily je  Katarzyna Kawaová /  Alicja Rosolská
- Laura Siegemundová /  Čang Šuaj → nahradily je  Réka Luca Janiová /  Adrienn Nagyová

## Přehled finále

### Ženská dvouhra
- Caroline Garciaová vs.  Ana Bogdanová, 6–4, 6–1

### Ženská čtyřhra
- Anna Danilinová /  Anna-Lena Friedsamová vs.  Katarzyna Kawaová /  Alicja Rosolská, 6–4, 5–7, [10–5]